# The Forest
A The Forest egy belső nézetes túlélőhorror videójáték az Endnight Games fejlesztésében Windows platformra. A játék pre-alpha verziója a Steam Early Accessen keresztül jelent meg 2014. május 30-án.
4 év után, 2018 április 30-án a játék kikerült az Early Access fázisból, és elérhetővé vált az 1.0 verzió 20 dolláros áron a Steamen keresztül.

## Játékmenet
A játékosnak egy erdős szigeten kell életben maradnia, miután egyedül túlélt egy repülőgép-szerencsétlenséget. A túléléshez menedékeket, fegyvereket és egyéb túlélési eszközöket készíthet. A sziget változatos élővilága mellett éjszakai, mutáns kannibál törzsek is élnek a terepen, a sziget alatti mély barlangokban. Nem mindig ellenségesek a játékossal, de a szokásos viselkedésük agresszív. Ugyanakkor a fejlesztők várják a játékosok kérdését, hogy vajon a sziget kannibál törzsei a játékos ellenségei vagy fordítva? Például az első találkozáskor a kannibálok hezitálnak: megtámadják-e a játékost? A távolból figyelik, megpróbálnak kommunikálni vele és járőröket küldenek a játékos bázisa köré. Harci helyzetekben megpróbálják egymást megvédeni a sérülésektől, sebesült társaikat biztonságos helyre viszik. Küldetésünk elsődlegesen megtalálni gyermekünket, Timmy -t, végső célunk az összes eltűnt utas föllelése és a folyamatosan elénk táruló titkok megoldása. A túlélő-könyvünkbe írt feljegyzéseinknél mindig láthatjuk, mely küldetésekkel végeztünk és melyek vannak hátra.
A játék tartalmaz egy nappal-éjszaka ciklust, a játékos menedéket építhet, állatokra vadászhat és készletet gyűjthet a nap folyamán, éjszaka pedig megvédheti magát a mutánsoktól.

## Horror elemek vagy békés túlélés?
A The Forest játékban nehézségi fokozatot állítva van lehetőségünk akár csak szimplán építkezős vonalon mozogni, de ha szeretnénk, akár éjszakánként rettegve védhetjük a táborunkat a kannibáloktól vagy minden kis neszre összerezzenve deríthetjük fel a barlangok rejtélyeit. Mindkét tábor megtalálhatja a magának való módot.

## Fejlesztés
A The Forest játék elkészítését olyan kultuszfilmek inspirálták mint a The Descent, vagy a Cannibal Holocaust és olyan videójátékok mint a Minecraft és a Don't Starve, A játékot a Steam Greenlighton 2013-ban fogadták el. A fejlesztők, az Endnight Games mondta, hogy a Disney egy inspiráció volt a játék számára, kommentálják, hogy nem akarják azt, hogy az egész játék "sötét és nyomasztó" legyen. A játék fejlesztésekor arra törekedtek, hogy kompatibilis legyen az Oculus Rift virtuális valóság szemüveggel. A 2014. november 7-i 0.08d patch-csel a fejlesztő csapat már be került a játékba kooperációs más néven a kooperatív(CO-OP) játékmód, ahol már játszhatunk együtt a barátainkkal, de a fejlesztők szeretnék, ha távol maradna a tömeges multiplayer játékoktól, mint DayZ vagy a Rust.
A fejlesztő csapat filmes vizuális effektes háttérrel rendelkezik, olyan filmeken dolgoztak, mint A csodálatos Pókember 2. és a Tron: Örökség. A játék Unity 4-gyel készült.

## Fordítás
A The Forest játék hivatalosan (még) nem tartalmazza a magyar nyelvet, de rajongói fordítása már van, amit itt le is tudtok tölteni (link).
Ez a szócikk részben vagy egészben  a   The Forest (video game) című angol Wikipédia-szócikk ezen változatának fordításán alapul.  Az eredeti cikk szerkesztőit annak laptörténete sorolja fel. Ez a jelzés csupán a megfogalmazás eredetét és a szerzői jogokat jelzi, nem szolgál a cikkben szereplő információk forrásmegjelöléseként.

## Külső hivatkozások
- Hivatalos weboldal Archiválva 2014. június 21-i dátummal a Wayback Machine-ben
- TheForest Magyarország
- The Forest subreddit
- PC Guru leírás
- The Forest "PC Guru oldala"
- Gamestart leírás